# Liste der Museen im Kreis Gütersloh
Die Liste der Museen im Kreis Gütersloh umfasst Museen im Kreis Gütersloh, die unter anderem die Heimatgeschichte, die Kunstgeschichte und die industrielle Entwicklung zum Schwerpunkt haben.

## Liste
| Bezeichnung                                                | Ortschaft                | Typ                                                      | Bild                                                       |
| ---------------------------------------------------------- | ------------------------ | -------------------------------------------------------- | ---------------------------------------------------------- |
| Heimathaus Borgholzhausen                                  | Borgholzhausen           | Heimatgeschichte                                         | Heimathaus Borgholzhausen                                  |
| Feuerwehrmuseum Isselhorst                                 | Gütersloh-Isselhorst     | Feuerwehrmuseum                                          | Feuerwehrmuseum, Gütersloh-Isselhorst                      |
| „Zum großen Fass“ / Fass-Museum Isselhorst                 | Gütersloh-Isselhorst     | Heimatgeschichte                                         | Fass-Museum, Gütersloh-Isselhorst                          |
| HS Antik                                                   | Gütersloh-Isselhorst     | Gas-, Heizungs- und Sanitärgeschichte                    |                                                            |
| Kunstverein Kreis Gütersloh                                | Gütersloh                | Kunstgalerie                                             | Kunstverein Kreis Gütersloh                                |
| Miele-Museum                                               | Gütersloh                | Industriegeschichte                                      | Miele-Museum, Gütersloh                                    |
| Stadtmuseum Gütersloh                                      | Gütersloh                | Heimatgeschichte, Medizingeschichte, Industriegeschichte | Stadtmuseum Gütersloh                                      |
| Westfälisches Kleinbahn- und Dampflokmuseum                | Gütersloh                | Technik-/Verkehrsgeschichte                              | Mühlenstroth, Gütersloh                                    |
| Heimatstube Hörste                                         | Halle-Hörste             | Heimatgeschichte                                         |                                                            |
| Museum für Kindheits- und Jugendwerke bedeutender Künstler | Halle                    | Kunstmuseum                                              | Museum für Kindheits- und Jugendwerke bedeutender Künstler |
| Sigmund Strecker Museum, Außenstelle Halle-Mitte           | Halle                    | Kunstgeschichte                                          |                                                            |
| Virtuelles Museum „Haller Zeiträume“                       | Halle                    | Heimatgeschichte                                         |                                                            |
| Heimatmuseum Marienfeld                                    | Harsewinkel-Marienfeld   | Heimatgeschichte                                         | Heimatmuseum Marienfeld                                    |
| Motorradmuseum Heiner Beckmann                             | Harsewinkel-Greffen      | Technik-/Verkehrsgeschichte                              | Motorradmuseum Heiner Beckmann, Harsewinkel                |
| Heimatstube Herzebrock                                     | Herzebrock               | Heimatgeschichte                                         | Eingang zur Heimatstube Herzebrock                         |
| Caspar Ritter von Zumbusch-Museum                          | Herzebrock               | Kunstgeschichte                                          | Caspar Ritter von Zumbusch-Museum, Herzebrock              |
| Museum in der Kellnerei – Klostermuseum Clarholz           | Herzebrock-Clarholz      | Kulturgeschichte                                         | Kloster Clarholz                                           |
| Heimatstube Benteler                                       | Langenberg               | Heimatgeschichte                                         |                                                            |
| Alte Ziegelei                                              | Rheda-Wiedenbrück        | Technikmuseum                                            |                                                            |
| Fürstlicher Marstall Schloss Rheda                         | Rheda-Wiedenbrück        | Kutschenmuseum                                           |                                                            |
| Schloss Rheda                                              | Rheda-Wiedenbrück        | Schlosssmuseum                                           |                                                            |
| Leinewebermuseum                                           | Rheda-Wiedenbrück        | Technik-/Textilmuseum                                    |                                                            |
| Radio- und Telefon-Museum im Verstärkeramt                 | Rheda-Wiedenbrück        | Technik-/Mediengeschichte                                |                                                            |
| Wiedenbrücker Schule Museum                                | Rheda-Wiedenbrück        | Kunstgeschichte                                          | Wiedenbrücker Schule                                       |
| Bibeldorf Rietberg – Museum zur Umwelt der Bibel           | Rietberg                 | Kulturgeschichte                                         | Bibeldorf Rietberg                                         |
| Heimathaus Rietberg                                        | Rietberg                 | Heimatgeschichte, Naturkunde                             | Heimathaus Rietberg                                        |
| Kunsthaus Rietberg – Museum Wilfried Koch                  | Rietberg                 | Künstlermuseum                                           | Kunsthaus Rietberg                                         |
| Historisches Museum Steinhagen                             | Steinhagen               | Heimatgeschichte, Brennereigeschichte                    | Steinhägerkrug auf dem Historischen Museum Steinhagen      |
| Dokumentationsstätte Stalag 326 (VI K) Senne               | Schloß Holte-Stukenbrock | Geschichte                                               | Dokumentationsstätte Stalag 326 (VI K) Senne               |
| Heimathäuser Stukenbrock                                   | Schloß Holte-Stukenbrock | Heimatgeschichte                                         | Heimathäuser in Stukenbrock                                |
| Heimathaus Verl                                            | Verl                     | Heimatgeschichte                                         | Heimathaus Verl                                            |
| Knopfmanufaktur im Maasjost-Haus                           | Verl                     | Technikgeschichte                                        |                                                            |
| Heimatmuseum Versmold                                      | Versmold                 | Heimatgeschichte                                         | Heimatmuseum Versmold                                      |
| Bockhorster Kotten und Backhaus                            | Versmold-Bockhorst       | Heimatgeschichte                                         | Bockhorster Kotten und Backhaus                            |
| Museum Peter August Böckstiegel                            | Werther                  | Kunstgeschichte                                          | Böckstiegel-Haus, Werther                                  |

* = Das Heimatmuseum Isselhorst beschäftigt sich mit der Heimatgeschichte des zum Kreis Gütersloh gehörenden Ortes Isselhorst, steht aber im benachbarten Bielefelder Ortsteil Holtkamp. Der Heimatverein Isselhorst hatte auf eigenem Gebiet keine geeigneten Räumlichkeiten finden können.